# Consolers of the lonely
Consolers of the Lonely es el segundo álbum de estudio de The Raconteurs. Fue lanzado el 25 de mayo de 2008 en la mayor parte del mundo por Warner Bros. Records y un día antes en el Reino Unido por XL Recordings. La banda no promocionó el álbum antes de su salida, y sólo se confirmó su existencia un día antes. El video para el primer sencillo del álbum, Salute Your Solution, fue lanzado el mismo día. La crítice fue variada, pero todos destacaron el sonido caótico que lo difenciaba de Broken Boy Soldiers, el primer álbum de la banda.

## Lista de canciones
Todas escritas por Jack White y Brendan Benson, excepto Rich Kid Blues:
1. "Consoler of the Lonely" – 3:25
2. "Salute Your Solution" – 3:00
3. "You Don't Understand Me" – 4:53
4. "Old Enough" – 3:57
5. "The Switch and the Spur" – 4:25
6. "Hold Up" – 3:26
7. "Top Yourself" – 4:25
8. "Many Shades of Black" – 4:24
9. "Five on the Five" – 3:33
10. "Attention" – 3:40
11. "Pull This Blanket Off" – 1:59
12. "Rich Kid Blues" (Terry Reid) – 4:34
13. "These Stones Will Shout" – 3:54
14. "Carolina Drama" – 5:55

## The Raconteurs
- Jack White - Voz, guitarra y teclado
- Brendan Benson - Voz, guitarra y teclado
- Jack Lawrence - Bajo, banjo y coros
- Patrick Keeler - Batería, percusión

### Otros artistas
- Dean Fertita - Clavinet
- Dirk Powell
- Flory Dory Girls - Coros

- Datos: Q1934146